# Akademy

Logo Akademy 2005 que es va celebrar a Màlaga

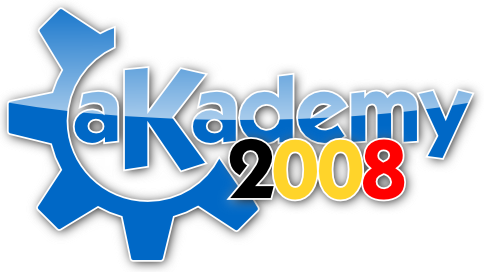
Logo Akademy 2008 de Sint katelijne Waver, Bèlgica

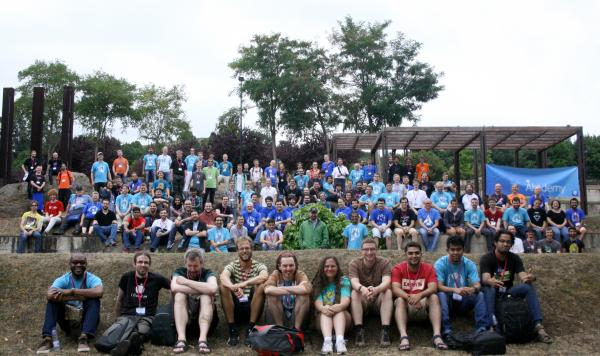
Foto de grup de l'Akademy del 2015 que es va celebrar a la Corunya, Galícia

Akademy (aKademy abans de 2008) és la trobada mundial anual dels contribuïdors al projecte KDE. Aquest esdeveniment és d'assistència lliure i amb finalitat no comercial.
Akademy ofereix una completa setmana d'activitats al voltant del projecte de la Comunitat KDE. Els seus 2 primers dies es reserven per a les presentacions sobre les últimes novetats de KDE, i els següents 5 dies es realitzen de tallers, Birds of a Feather (BOF) i sessions de codificació. Des de 2006 també se celebra a Espanya la versió espanyola anomenada Akademy-es.

## Edicions internacionals
Al llarg de més de 10 anys s'han anat celebrant una reunió anual dels contribuïdors al projecte KDE en diferents ciutats europees. El llistat de les diferents edicions és el següent:
- 2003 Nové Hrady, República Txeca (anomenat Kastle i no pas aKademy)[3]
- 2004 Ludwigsburg, Alemanya[4]
- 2005 Màlaga, Espanya[5]
- 2006 Dublín, Irlanda[6]
- 2007 Glasgow, Escòcia[7]
- 2008 Sint Katelijne Waver, Bèlgica[8]
- 2009 Gran Canària, Espanya[9]
- 2010 Tampere, Finlàndia[10]
- 2011 Berlín, Alemanya[11]
- 2012 Tallinn, Estònia[12]
- 2013 Bilbao, Espanya[13]
- 2014 Brno, República Txeca[14]
- 2015 La Corunya, Espanya[15]
- 2016 Berlín, Alemanya[16]
- 2017 Almeria, Espanya[17]
- 2018 Viena, Àustria[18]
- 2019 Milà, Itàlia[19]
- 2020 Online[20]
- 2021 Online[21]
- 2022 Barcelona, Espanya[22]
- 2023 Tessalònica, Grècia[23]
- 2024 Würzburg, Alemanya[24]

## Edicions espanyoles

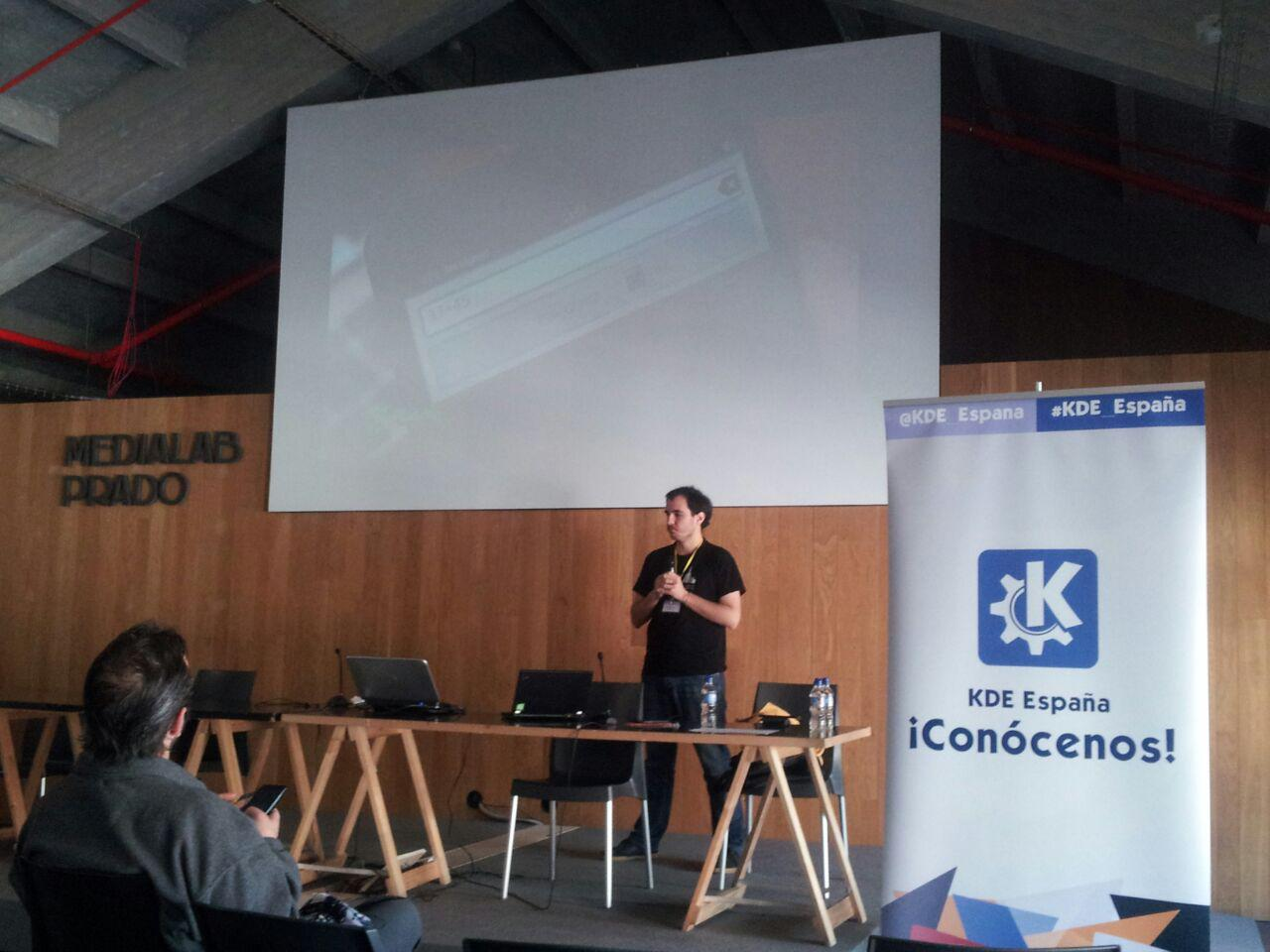
Una de les presentacions a l'Akademy-es de 2016

- 2006 Barcelona[25]
- 2007 Saragossa[26]
- 2008 La Corunya[27]
- 2009 Gran Canària[28] (coincidint amb l'Akademy internacional)
- 2010 (7, 8, 9 de maig) Bilbao[29]
- 2011 (20, 21, 22 de maig) Barcelona[30]
- 2012 (18, 19, 20 de maig) Saragossa[31]
- 2013 (11, 12 de juliol) Bilbao[32] (coincidint amb l'Akademy internacional)
- 2014 (16, 17, 18 de maig) Màlaga[33]
- 2015 (23, 24 de juliol) La Corunya[34] (coincidint amb l'Akademy internacional)
- 2016 (15, 16 i 17 d'abril) Madrid[35]
- 2017 (20 i 21 de juliol) Almeria[36] (coincidint amb l'Akademy internacional)
- 2018 (11, 12 i 13 de maig) València[37]
- 2019 (28, 29 i 30 de juny) Vigo[38]
- 2020 (20, 21 i 22 de novembre) En línia[39]
- 2021 (19, 20 i 21 de novembre) En línia[40]
- 2022 (29 i 30 de setembre) Barcelona[41] (coincidint amb l'Akademy internacional)
- 2023 (9 i 10 de juny) Màlaga[42]
- 2024 (24 i 25 de maig) València[43]